# Batulawang (Cipanas)
Batulawang is een bestuurslaag in het regentschap Cianjur van de provincie West-Java, Indonesië. Batulawang telt 14.040 inwoners (volkstelling 2010).